# Kinder des Himmels
Kinder des Himmels (persisch بچه‌های آسمان Bacheha-ye aseman) ist ein iranischer Film aus dem Jahr 1997. Majid Majidi führte Regie und schrieb das Drehbuch zu dem Kinderfilm. Die Hauptrollen spielten Amir Farrokh Hashemian und Bahare Seddiqi.

## Handlung
Der neunjährige, in Teheran lebende Ali soll die Schuhe seiner Schwester vom Schuster abholen, die dieser repariert hat und anschließend einkaufen. Beim Einkaufen lässt er die Schuhe draußen vor dem Laden liegen und findet sie anschließend nicht mehr, da ein Lumpensammler sie versehentlich mit Plastikfolien und anderen Abfällen mitgenommen hat. Weil Ali und seine Schwester Zahra nur jeweils ein Paar Schuhe besitzen und Ali seinen Eltern nicht von dem Verlust der Schuhe berichten will, da die Familie sehr arm ist, müssen sich die beiden Geschwister Alis Schuhe teilen.
Zahra hat vormittags Schule, Ali nachmittags. Da in der Schule Schuhe Pflicht sind, muss Zahra täglich nach Hause laufen, damit Ali noch rechtzeitig zum Unterricht erscheinen kann. Doch weil der Nachhauseweg für Zahra, die eine kleinere Schuhgröße hat als ihr Bruder, beschwerlich ist, kommt Ali oft zu spät zur Schule und wird mehrmals vom Direktor ermahnt.
Ali erfährt, dass der Drittplatzierte bei einem Langstreckenlauf für Schüler ein Paar Turnschuhe erhält. Er will teilnehmen, wird zunächst jedoch nicht für den Wettbewerb ausgewählt. Schließlich kann er seinen Sportlehrer von seinen Leistungen, die er sich durch das tägliche Laufen zur Schule angeeignet hat, überzeugen.
Beim 5-km-Lauf um einen See herum versucht Ali, auf den dritten Platz zu laufen, wird jedoch Erster und erhält einen anderen Preis. Ali und Zahra sind enttäuscht. Allerdings hat ihr Vater, der nichts von dem Wettbewerb weiß, am gleichen Tag neue Schuhe für sie gekauft.

## Hintergründe
Gedreht wurde der Film in Teheran. Man versuchte, möglichst geheim zu halten, dass man einen Film drehe, um ein realistischeres Bild der Stadt einzufangen. Schätzungen zufolge betrugen die Produktionskosten 180.000 US-Dollar.
Seine Premiere feierte Kinder des Himmels im Februar 1997 beim Internationalen Fajr-Filmfestival in Teheran und wurde mit mehreren nationalen Filmpreisen ausgezeichnet. Der Film startete am 22. Januar 1999 in den US-amerikanischen Kinos und spielte dort insgesamt 930.000 US-Dollar ein. Nachdem der Film durch die Oscar-Nominierung Bekanntheit erlangt hatte, war er zwischen 1999 und 2001 auch in mehreren europäischen, südamerikanischen und asiatischen Ländern zu sehen. In Deutschland kam der Film am 9. September 1999 in die Kinos und wurde 21.473 mal gesehen. Im März 2000 erschien der Film in Deutschland auf Video.
Kritiker nahmen den Film sehr gut auf. Er wurde teilweise mit Vittorio de Sicas Fahrraddiebe aus dem Jahr 1948 verglichen. Die wenigen negativen Stimmen bemängelten, der Film ließe einige Fragen offen und sei zu einfach gestrickt.

## Kritiken
Dirk Jaspers Filmlexikon bezeichnete den Film als „anrührend, spannend, mit fantastischen kleinen Schauspielern und ohne didaktischen Zeigefinger“. Kinder des Himmels sei „eine Einladung, gutes Kinderkino einer fremden Welt zu entdecken“.
Der US-amerikanische Filmkritiker Roger Ebert meinte in der Chicago Sun-Times, Kinder des Himmels sei ein „wirklich fast perfekter Kinderfilm“. Er schrieb, der Film sei anders als amerikanische Kinderfilme, da es ihm an Zynismus fehle und er sich dafür durch warmherzige Reinheit auszeichne.

## Auszeichnungen
Der Film war 1999 als erster iranischer Film für den Oscar in der Kategorie Bester fremdsprachiger Film nominiert, musste sich aber der Tragikomödie Das Leben ist schön des Italieners Roberto Benigni geschlagen geben.
Kinder des Himmels wurde erfolgreich auf zahlreichen Filmfestivals gezeigt und gewann neben dem Hauptpreis auf dem Fajr Film Festival Auszeichnungen auf dem World Film Festival, dem Newport International Film Festival, dem Warsaw Film Festival und dem Singapore International Film Festival. Beim Festival des American Film Institute wurde der Film für den Großen Jurypreis nominiert.

## Neuverfilmung
2003 veröffentlichte der singapurische Filmemacher Jack Neo, der im Jahr zuvor mit seinem Film Xiaohai bu ben in Hongkong und Singapur einen kommerziellen Erfolg gehabt hatte, eine Neuverfilmung von Kinder des Himmels mit dem Titel Pao ba hai zi (跑吧孩子), mit Shawn Lee und Megan Zheng in den Hauptrollen. Die Handlung wurde dabei ins Singapur der 60er-Jahre verlegt.